# Nanorhathymus
Nanorhathymus är ett släkte av bin. Nanorhathymus ingår i familjen långtungebin.
Kladogram enligt Catalogue of Life:
| Nanorhathymus | \| \| Nanorhathymus acutiventris \| \| \| \| \| \| Nanorhathymus bertonii \| \| \| \| |
|               | \| \| Nanorhathymus acutiventris \| \| \| \| \| \| Nanorhathymus bertonii \| \| \| \| |
|               | Nanorhathymus acutiventris                                                            |
|               |                                                                                       |
|               | Nanorhathymus bertonii                                                                |
|               |                                                                                       |